# Thutmose III.
Thutmose III. (1486 – 4. března 1425 př. n. l.) byl šestým egyptským faraonem 18. dynastie. Stal se jedním z nejvýznamnějších panovníků v celé historii této země. Vlády se chopil 4. šemu v roce 1479 př. n. l. a vládl až do 30. peretu roku 1425 př. n. l.
Thutmose III. se narodil jako syn krále Thutmose II. a jeho konkubíny Eset. Když v sedmi letech nastoupil na trůn, státnické záležitosti měla na starosti jeho nevlastní matka a velká královská manželka Thutmose II. Hatšepsut. Ve 22. roku jejich společné vlády Hatšepsut zemřela a Thutmose III. se stal jediným panovníkem.
Téhož roku Thutmose III. zahájil vojenskou kampaň na Blízkém východě, kterou pak téměř každoročně opakoval. V prvním tažení se Thutmosova vojska v bitvě u Megida střetla s koalicí syrských králů pod vedením kadešského krále. Cílem Egypťanů bylo na jedné straně zničení blízkovýchodních mocenských základen kvůli obavám z další cizí nadvlády nad Egyptem, na straně druhé měli Egypťané v tomto regionu významné ekonomické zájmy. Důležité bitvy proběhly následně v 8., 10. a 16. kampani, kdy hlavním protivníkem Egypťanů bylo království Mitanni.
Egypt za vlády Thutmose III. expandoval také do Núbie. Thutmose III. posunul jižní hranice Egypta od prvního kataraktu Nilu blízko Asuánu až ke čtvrtému kataraktu u hory Džebel Barkal a města Napata.
Za vlády Thutmose III. byla významně rozšířena chrámová čtvrť Amona v Karnaku a ve 24. roce jeho panování byla postavena centrální budova Karnaku Ach-Menu.
Svůj první zádušní chrám nechal Thutmose III. vystavět v západním Vesetu a v posledních deseti letech své vlády také v Dér el-Bahrí. Pohřben byl v hrobce KV34 v Údolí králů a jeho mumie byla později přenesena do skrýše v Dér el-Bahrí.
Je pravděpodobné, že na konci své vlády panoval Thutmose III. společně se svým synem Amenhotepem II.

## Původ a rodina
Několik generací před Thutmosem III. okupovali oblast Dolního Egypta Hyksósové, pravděpodobně přistěhovalci z Malé Asie. První panovník 18. dynastie Ahmose I. je porazil a založil Novou říši. Syn Ahmose I. Amenhotep I. a jeho velká královská manželka Ahmose Nefertari, kteří byli později uctíváni jako bohové, převzali po Ahmosově smrti vládu. Amenhotep zřejmě nezanechal mužského dědice, a proto se jeho nástupcem stal Thutmose I., jehož původ je neznámý a nástupnické právo získal tím, že si vzal Amenhotepovu dceru Ahmose.

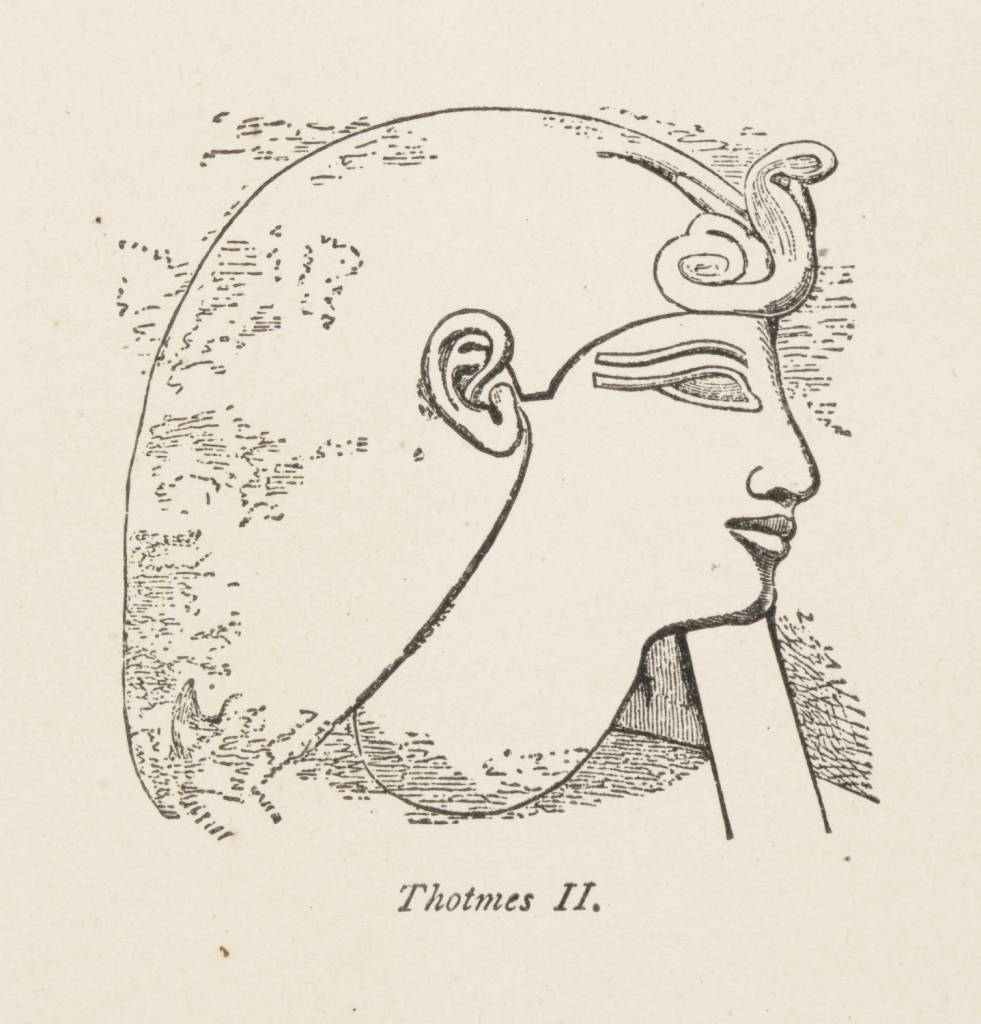
Thutmose II., otec Thutmose III.

Vládou Thutmose I. začalo takzvané thutmosovské období. Historik Manehto považoval za počátek 18. dynastie až nástup Thutmose I. na trůn a Amenhotepa I. a Ahmose I. řadil ještě do 17. dynastie. Thutmose I. měl se svojí velkou královskou manželkou Ahmose dceru Hatšepsut a s vedlejší manželkou Mutnofret syna Thutmose II. Aby po smrti svého otce legitimizoval Thutmose II. svůj nástup na trůn, vzal si za manželku svou polorodou sestru Hatšepsut. Z tohoto svazku vzešla dcera Nefrure, avšak následníka trůnu Thutmose III. porodila faraonova konkubína Eset, jejíž původ není znám. Egyptoložka Angelika Tulhoffová se domnívá, že Eset pocházela ze šlechtické rodiny sympatizující s faraonem.

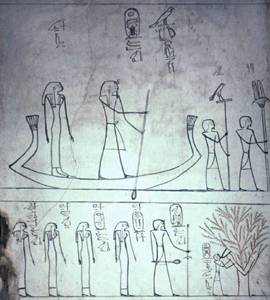
Thutmose III. a jeho rodina v hrobce KV34. Nahoře: Thutmose III. a jeho matka Eset. Níže: Thutmose III. je ošetřován svou matkou Eset (na obrázku jako strom) a vedle nich: Thutmose III., Merit-Re-Hatšepsut, Satiah, Nebtu a Nefertari

Thutmose III. pojal za velkou královskou manželku Satiah, dceru královské ošetřovatelky Ipu. Z jejich svazku vzešli syn Amenemhat, dcera Nefertari a syn Sa-Amon. Princ Amenemhat zemřel mezi 24. a 35. rokem vlády svého otce. Někdy v té době zřejmě zemřela také Satiah, protože po 33. roce panování Thutmose III. o ní již nejsou žádné zmínky, stejně jako o Sa-Amonovi. Po Satiah zaujala místo velké královské manželky Merit-Re-Hatšepsut, která Thutmosovi porodila syna Amenhotepa II. a dcery Merit-Amon a Tiju. Nápis na Thutmosově skarabu dále zmiňuje další jeho dceru Baket, kterou mu porodila konkubína.
O Thutmosově rodině rovněž hovoří hieroglyfy na pilíři v centrální komoře jeho hrobky KV34. Jsou zde zmíněny v té tobě ještě žijící královská matka Eset, druhá velká královská manželka Merit-Re-Hatšepsut a Satiah, která je označena jako zesnulá. Dále následuje méně významná královská choť jménem Nebtu, jež ale byla zřejmě značně bohatá a vlivná, protože měla svého vlastního správce aktiv. Na pilíři je také zmíněna Thutmosova dcera Nefertari, která však byla v této době již mrtvá.
Tři další Thutmosovy konkubíny jménem Manhat, Mahnta a Manawa byly pohřbeny ve společném hrobě ve Wadi Quabbabat el-Qurud ve Vesetu. Všechny tři pravděpodobně pocházely ze Sýrie. Jejich hrobka je známá především díky množství zde nalezených šperků a nádob. Je pravděpodobné, že ženy byly pohřbeny v počátcích vlády Thutmose III. Angelika Tulhoffová se domnívá, že tyto konkubíny původně patřily Thutmosovi II. a po jeho smrti přešly do vlastnictví Thutmose III.

## Vláda

### Společná vláda s Hatšepsut

#### Nástup na trůn a začátek vlády
Coby princ byl Thutmose III. vyškolen v praxi obětního kněze. Po smrti svého otce Thutmose II. formálně nastoupil na trůn. Nápis v Karnaku, který vznikl ve 42. roku jeho panování, pojednává o rozhodnutí boha Amona, že se má chopit vlády. Thutmose III. nastoupil na trůn ještě jako dítě, státnické záležitosti proto převzala jeho teta a nevlastní matka Hatšepsut, což byla ve starověkém Egyptě obvyklá praxe. O této události pojednává nápis ve vesetské hrobce stavitele Ineniho.

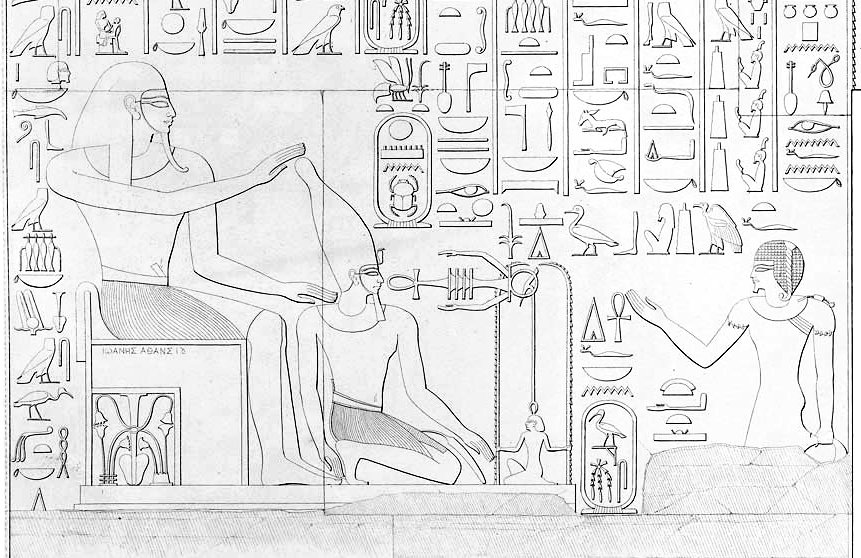
Kopie reliéfu z chrámu v Semně. Bůh Dedun korunuje Thutmose III.

Některá svědectví však dokládají, že Thutmose III. oficiálně učinil politická rozhodnutí už během prvních let svého panování. Nejstarší zmínka o Thutmosově vládě, nápis na Džoserově pyramidě v Sakkáře, pochází ze sedmého měsíce jeho vlády. Pojednává o Thutmosově dobročinných skutcích ve Vesetu, přičemž Hatšepsut zde zmíněna není.
Ve druhém roce své vlády vydal Thutmose III. rozkaz místokráli Kuši, aby byl vybudován chrám v pevnosti Semna na počest boha Deduna a zbožštělého faraona Sesostrise III. Tento dekret byl později napsán na východní stěnu nového chrámu. Je samozřejmě sporné, zda Thutmose tento dekret sám vymyslel, nebo zda byl příkaz vydán jen jeho jménem. Přestože se v chrámu nalézá vyobrazení královny Hatšepsut, její role a postoj k založení chrámu zde zmíněn není a jako zakladatel je uveden pouze Thutmose III.
Dalším datovaným dokumentem je Senenmutův nápis v Karnaku. Senenmut, který zastával vysoké úřednické funkce, mimo jiné uvedl, že mu král nařídil, aby založil Amonův chrám. Tento nápis byl datován do čtvrtého roku Thutmosovy vlády, ale protože první linie nápisu jsou poškozeny, není vyloučena ani jiná datace. Je možné, že tři roky po nástupu Thutmose III. byly úřední úkony vykonány jeho jménem, ale on sám se na nich nepodílel. Kromě nejistoty datování bylo několik prvních řádků nápisu rozpoznáno jako kopie z doby ramesside, a proto již není možné určit, jestli zde původně nebyla jmenována Hatšepsut a zda její jméno nebylo později přepsáno na Thutmose III.

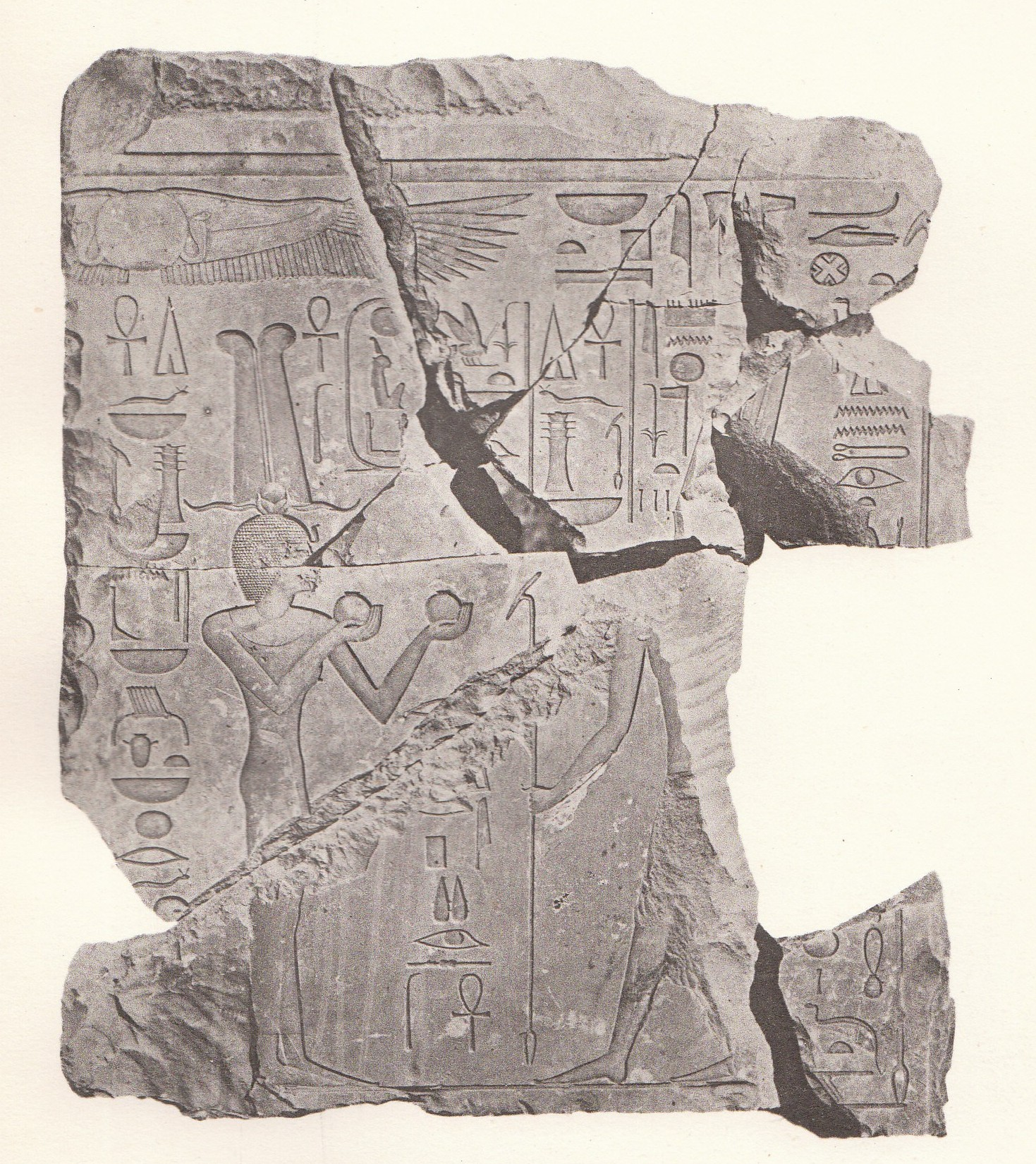
Fragmenty vápencového překladu u dveří v chrámu v Karnaku, na kterém je Hatšepsut zobrazena jako žena, ale s královským mužským odznakem.

Další oficiální akt Thutmose III. je z pátého roku jeho vlády, když byl vezírem jmenován Useramon, který ve funkci nahradil svého otce Ahmose Aametju. Turínský papyrus hovoří o tom, že Thutmose III. ho vybral osobně kvůli jeho skvělým schopnostem. Další, nedatovaná verze popisu události je uvedena v nápisech v Useramonově hrobu ve Vesetu. Ani jedno z těchto dvou zobrazení však nevzniklo současně s popisovanou událostí. Epitaf pochází z doby uprostřed nebo blízko konce vlády Thutmose, po smrti Hatšepsut. Vznik papyru je datován do období po 18. dynastii.

#### Hatšepsutin nástup na trůn
Hatšepsut oficiálně nastoupila na trůn mezi 2. a 7. rokem společné vlády s Thutmosem III. a fakticky se stala jediným vládcem. Suzanne Ratiéová a Wolfgang Helck se shodují na 7. roku, Donald Redford a Christian Cannuyer uvádějí 2. rok a Claire Lalouetteová uvádí 5. až 6. rok Thutmosovy vlády.
Hatšepsut přijala mužský titul faraona, což je v historii starověkého Egypta zcela výjimečné. Po určitou dobu byla vyobrazována s prvky muže i ženy. V tomto období byly vystavěny minimálně tři památky:
- Vápencová kaple v Karnaku, která byla později přestavěna do zádušního chrámu Amenhotepa III.[34]
- Chrám v Karnaku s vápencovým překladem u dveří, na kterém je vyobrazena Hatšepsut[35]
- Chrám v jižním Buhénu

Důležitý je v této souvislosti také nápis z Červené kaple v Karnaku z doby po 2. roce Thutmosovy vlády, který popisuje Hatšepsutin nástup na trůn a její korunovaci. Zatímco v chrámu v Buhénu je ještě uctíván Thutmose II., později se Hatšepsut zbavila všech vazeb, které měla ke svému manželovi, a začala zdůrazňovat především svůj původ od Thutmose I., což jí pomohlo legitimizovat její nárok na trůn. Nápis na osmém pylonu v Karnaku tak uvádí, že Amon udělil Hatšepsut vládu nad Egyptem kvůli činům, které pro něj udělal její otec.

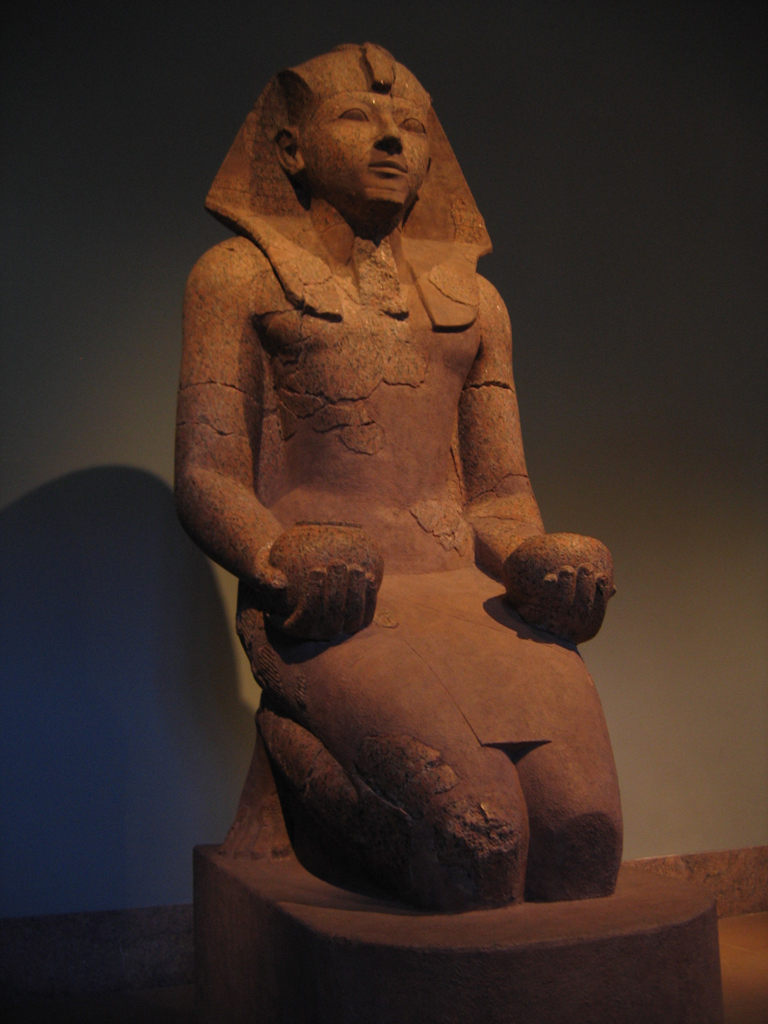
Socha Hatšepsut jako mužského panovníka

Hatšepsutin vztah k Thutmosovi III. je interpretován různě. Někdy bývá považována za „marnivou, ambiciózní a bezohlednou ženu“, „která byla dychtivá vládnout, milovala moc a zastínila svého synovce a nevlastního syna Thutmose III.“ Egyptoložka Suzanne Ratiéová dokonce vidí Hatšepsutinu podobnost s Achnatonem, a to kvůli jejímu tradicionalismu, náboženské přísnosti, velkému odhodlání a tvrdohlavosti.
V 5. roce Hatšepsutiny vlády byla zahájena stavba jejího zádušního chrámu v Dér el-Bahrí. V tomto chrámu se nacházejí vyobrazení Thutmose III., který suverénně vládne. Podle Gabriele Höberové-Kamelové nemůže být pochyb o tom, že Hatšepsut nebyla považována za legitimního vládce. Thutmose III. pravděpodobně v mládí pomáhal Hatšepsut s vládou, a získal tak zkušenosti pro svoje budoucí samostatné panování.

#### Konec Hatšepsutiny vlády
Na základě různě datovaných pramenů se předpokládá, že Hatšepsutino panování skončilo ve 22. roce od Thutmosova nástupu na trůn, ačkoli nikde není uvedeno jednoznačné datum. Manehto zmiňuje, že čtvrtým králem osmnácté dynastie byla žena jménem Amessis, která vládla 21 let a 9 měsíců. Zdá se, že konec její vlády nastal ve stejné době, kdy Thutmose III. podnikl první z každoročních vojenských kampaní, jejichž zahájení je datováno do 22. roku jeho vlády. To je důvod, proč mnoho historiků ztotožňuje Amessis s Hatšepsut a souhlasí s výše uvedeným rokem konce její vlády.

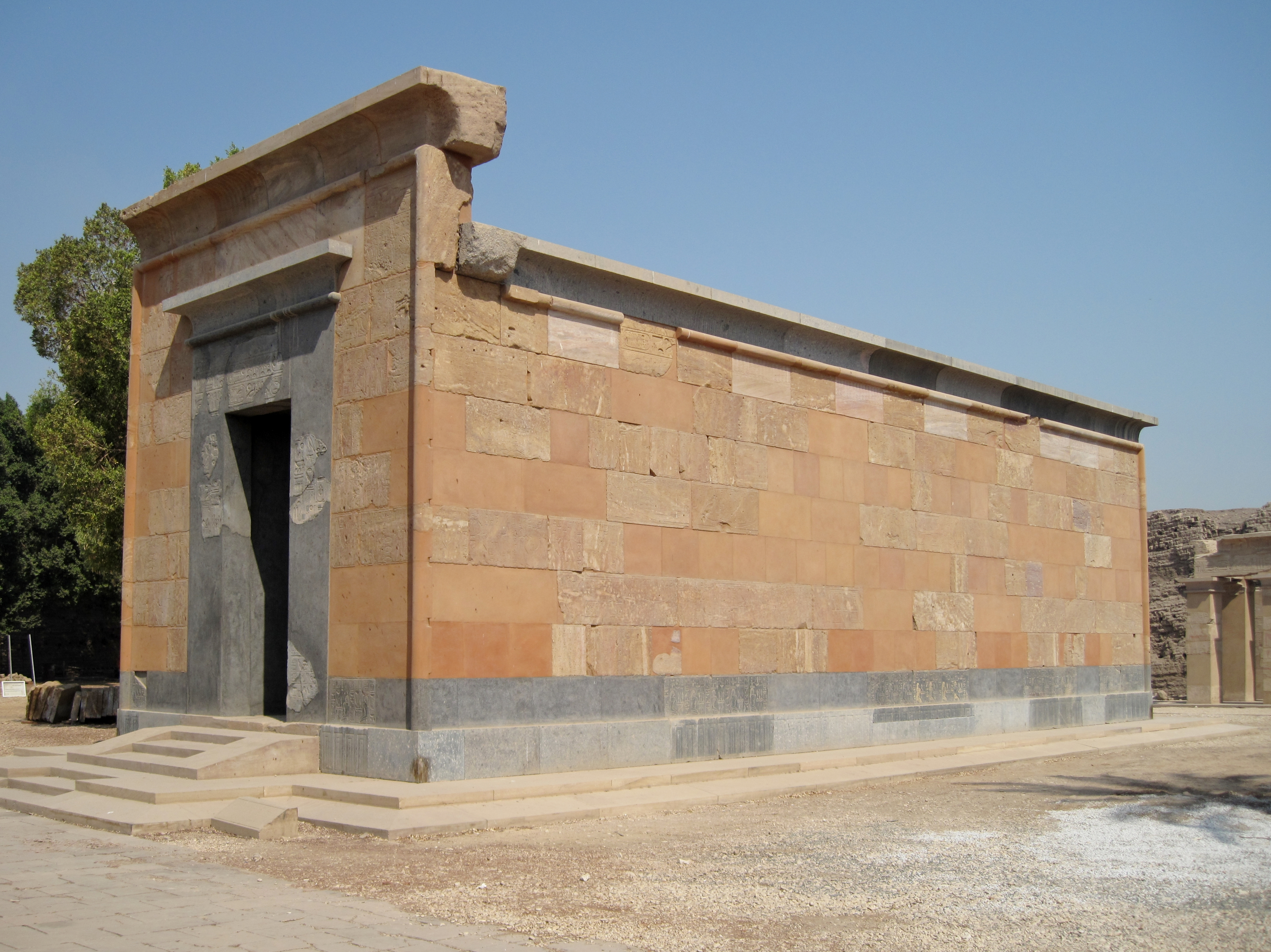
Replika Červené kaple v Karnaku

V některých pramenech je také naznačeno, že ve 22. roce Thutmosovy vlády Hatšepsut nezemřela, ale pouze se vzdala moci ve prospěch svého synovce a nevlastního syna. Poslední zmínka o Hatšepsut se nachází na stéle z 20. roku Thutmosova panování.
Po ukončení Hatšepsutiny vlády následovalo likvidování dokladů o jejím panování. Její vyobrazení a kartuše byly odtesávány a její obelisky a sochy rozbíjeny. Příčiny a načasování tohoto pronásledování jsou sporné. Nejdůležitější indicií k možnému datování této Damnatio memoriae je Červená kaple v Karnaku. Její konstrukce nebyla za Hatšepsutina působení dokončena a dostavěl ji až Thutmose III., a to svým jménem.
Později však byla Červená kaple zcela odstraněna a nahrazena novou žulovou kaplí. Rozebrání kaple bylo provedeno s maximální pečlivostí, což dokazuje vynikající stav nalezených bloků pocházejících původně z této stavby. Bloky z Červené kaple byly poté použity na různé stavby v Karnaku. Zejména Amenhotep III. je později využil na stavbu základů pro 3. pylon v Karnaku.

### Zahraniční politika
Thutmose III. je považován za jednoho z největších vojevůdců celé historie starověkého Egypta, dohromady vyslal 17 vojenských výprav. Někdy je označován jako egyptský Napoleon. Nejznámější z nich je hned ta první, při které po dosti riskantním ale nepřáteli nečekaném průchodu přes hory zničil velkou kanaánskou koalici v bitvě u Megidda, které následně obléhal a dobyl. Ovládal říši takových rozměrů, že tuto velikost neměla ani za vlády Ramesse II. Své války vedl pouze v létě. Núbii (území na jih od Egypta) si podmanil až po šestý nilský katarakt. Hranice posunul i na území dnešní Libye a dokonce obsadil jižní pobřeží Kypru. Obsazená území připojoval k říši natrvalo nebo formou vazalských vladařů, kteří respektovali jeho vůli. Na jejich územích stavěl pevnosti, kde bývaly stálé vojenské posádky. Na upevnění své moci používal dary i hrozby. Za jeho vlády se z Egypta stala velmi silná, mezinárodně respektovaná velmoc.

## Faraonova hrobka
Hrobka Thutmose III. se nachází v Údolí králů. V roce 1898 ji objevil francouzský egyptolog Victor Loret. Na stěnách hrobky jsou mezi reliéfy vepsány texty z Knihy mrtvých. Našla se i panovníkova mumie, dnes je uložena v muzeu v Káhiře.

## Památky z doby faraonovy vlády
Thutmose III. se proslavil nejen svými výboji, ale také velkou stavitelskou činností, zvláště se věnoval chrámu boha Amona v Karnaku. Dodnes tam stojí například mohutný obelisk, část šestého pylonu a sedmý pylon se čtyřmi kolosálními sochami, které znázorňují právě Thutmose III. Trosky chrámů, které založil, se dnes nacházejí v Abydu, Kuftu, Dendeře, Kom Ombu a na řadě dalších míst. Zajímavostí je, že jeden tento chrám se nachází až pod obratníkem Raka. Z doby jeho vlády pochází i několik obelisků, které dnes stojí například v Římě či Londýně. Thutmose III. zpodobňuje mnoho soch. Nejznámější je granitová socha panovníka v nadživotní velikosti v Egyptském muzeu v Káhiře (viz obr.).

## Jména a královské tituly
| G26 | F31 | S29 |

| G26 | F31 | S29 |

| N5 | Y5 | L1 |

| N5 | Y5 | L1 |

| E1 · D40 | N28 · m | R19 | t · O49 |

| E1 · D40 | N28 · m | R19 | t · O49 |

| V29 | V28 | M23 | i | i | t |

| V29 | V28 | M23 | i | i | t |

| D45 | D21 · Y1 | N28 | G43 | Y1 · Z2 |

| D45 | D21 · Y1 | N28 | G43 | Y1 · Z2 |